# Wangyefu
Wangyefu (kinesiska: 王爷府, 王爷府镇) är en köping i Kina. Den ligger i den autonoma regionen Inre Mongoliet, i den norra delen av landet, omkring 580 kilometer öster om regionhuvudstaden Hohhot. Antalet invånare är 30059. Befolkningen består av 14 456 kvinnor och 15 603 män. Barn under 15 år utgör 16,0 %, vuxna 15-64 år 73 %, och äldre över 65 år 10,0 %.
Genomsnittlig årsnederbörd är 601 millimeter. Den regnigaste månaden är juni, med i genomsnitt 151 mm nederbörd, och den torraste är januari, med 3 mm nederbörd.